# Okroug de Tcharonda
L'Okroug de Tcharonda est une unité administrative-territoriale (okroug) au sein du tsarat et de l'empire russe qui a existé du XVe siècle à 1719. Le chef-lieu était la ville de Tcharonda.

## Histoire
L'okroug a été créé en 1486 à partir de la principauté de Beloozero, une principauté apanage de la république de Novgorod.
Au début du XVIIIe siècle, l'okroug de Tcharonda était peuplé de plus de 14 000 habitants.  En 1719, l'okroug est dissout.